# Carl von Elern
Carl August Dietrich von Elern (* 24. März 1841 in Krotoschin; † 27. Oktober 1912 in Bandels, Kreis Preußisch Eylau) war Rittergutsbesitzer, Landrat und Mitglied des Deutschen Reichstags.

## Herkunft
Seine Eltern waren der preußische Oberst Eduard von Elern (1801–1879) und dessen zweiter Ehefrau Luise, geborene von Kozynski (* 1815).

## Leben
Elern erhielt Privatunterricht und besuchte das Gymnasium in Glogau sowie die Kadettenanstalten Bensberg und Berlin. Im Anschluss trat er in die Preußische Armee ein, machte 1866 den Deutschen Krieg und 1870/71 den Krieg gegen Frankreich mit. Zuletzt diente er als Kommandeur des 1. Brandenburgischen Feldartillerie-Regiments Nr. 3 (General-Feldzeugmeister) und wurde 1883 als Oberst zur Disposition gestellt.
Ab 1883 verwaltete er sein im Kreis Preußisch-Eylau gelegenes Rittergut Bandels (polnisch Bądle). Seit 1889 war er im Kreistag, 1891 Kreisdeputierter und von 1893 bis 1896 Mitglied des Preußischen Hauses der Abgeordneten als Abgeordneter des Wahlkreises Königsberg 4 (Heiligenbeil – Preußisch Eylau). Zwischen 1896 und 1901 war er Landrat des Kreises Preußisch-Eylau. Er war Träger des Roten Adlerordens III. Klasse mit Schwertern, des Kronenordens III. Klasse, des Eisernen Kreuzes II. Klasse, des Ritterkreuzes des Königlichen Hausordens von Hohenzollern und einer Anzahl fremdländischer Komturkreuze.
Von 1903 bis 1912 war er Mitglied des Deutschen Reichstags für den Reichstagswahlkreis Regierungsbezirk Königsberg 5 (Heiligenbeil-Preußisch Eylau) und die Deutschkonservative Partei.
Er heiratete am 5. November 1867 Helene von König (* 1843), eine Tochter des hannoverischen Schatzrates Wilhelm von König. Das Paar hatte zwei Kinder, Kraft (* 1869) und Max (* 1876).